# Karl Dickson
Pour les articles homonymes, voir Dickson.

a Compétitions nationales et continentales officielles uniquement.

Dernière mise à jour le 23 novembre 2019.
Karl Dickson, né le 2 août 1982 à Salisbury (Angleterre), est un joueur anglais de rugby à XV évoluant au poste de demi de mêlée (1,75 m pour 85 kg). Il joue avec le club des Harlequins en Premiership de 2009 à 2017 avant de devenir arbitre.

## Biographie
Diplômé de l'université de Coventry, il commence le rugby au Barnard Castle School et est formé au sein du centre de formation des Bedford Blues. Il joue avec l'équipe professionnelle à partir de 2004. Il rejoint les Harlequins qui évolue en Premiership en 2009.
Il remporte le championnat d'Angleterre en 2012. Il est remplaçant lors de la finale.
Il annonce qu'il met un terme à sa carrière à l'issue de la saison 2016-2017 et devient arbitre professionnel de rugby à XV. Lors de la Coupe du monde de rugby à XV 2019, il fait partie des arbitres assistant sélectionnés par World Rugby.
Son frère Lee Dickson est également un joueur de rugby à XV professionnel.

## Carrière

### En club
- 2004-2009 : Bedford Blues

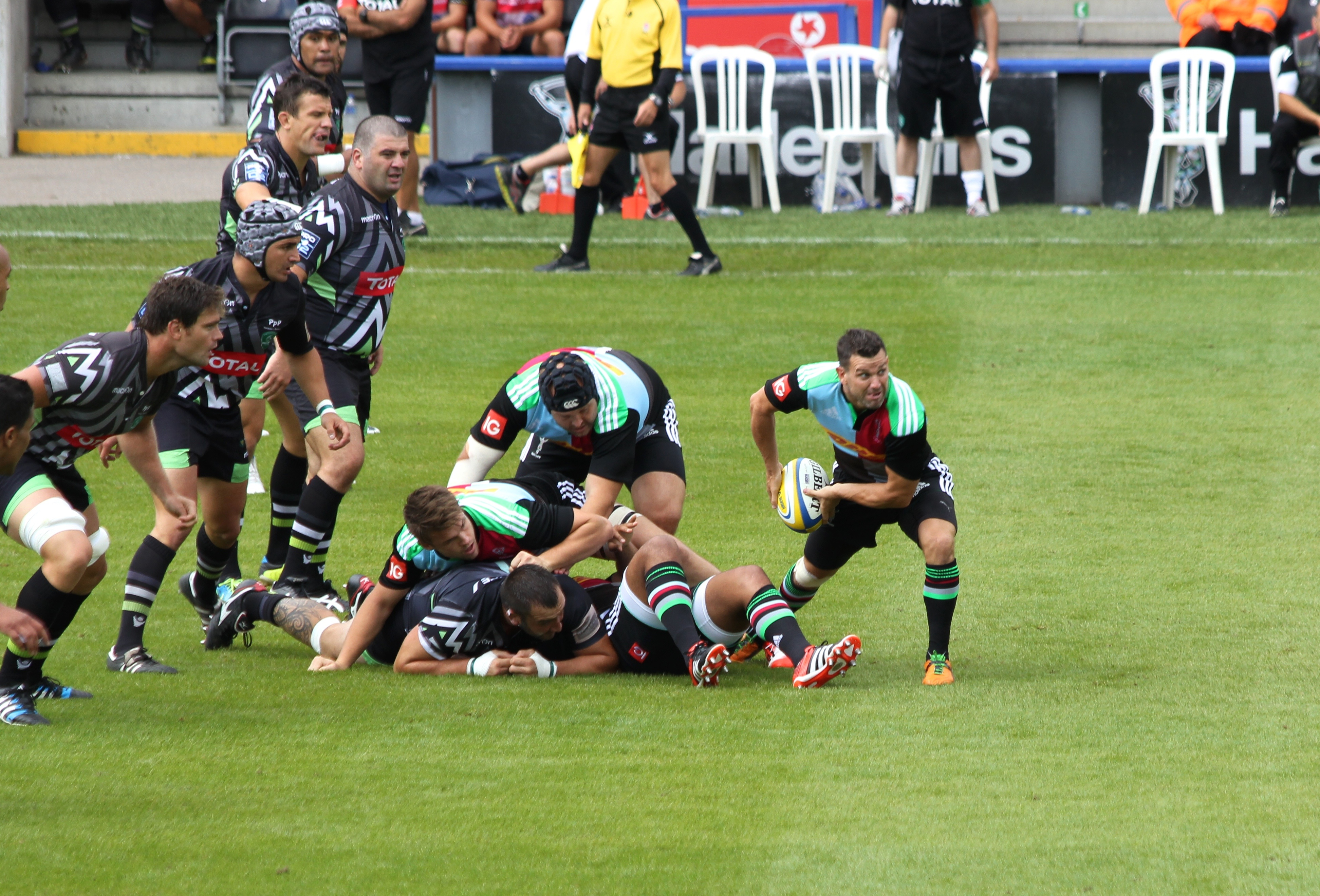
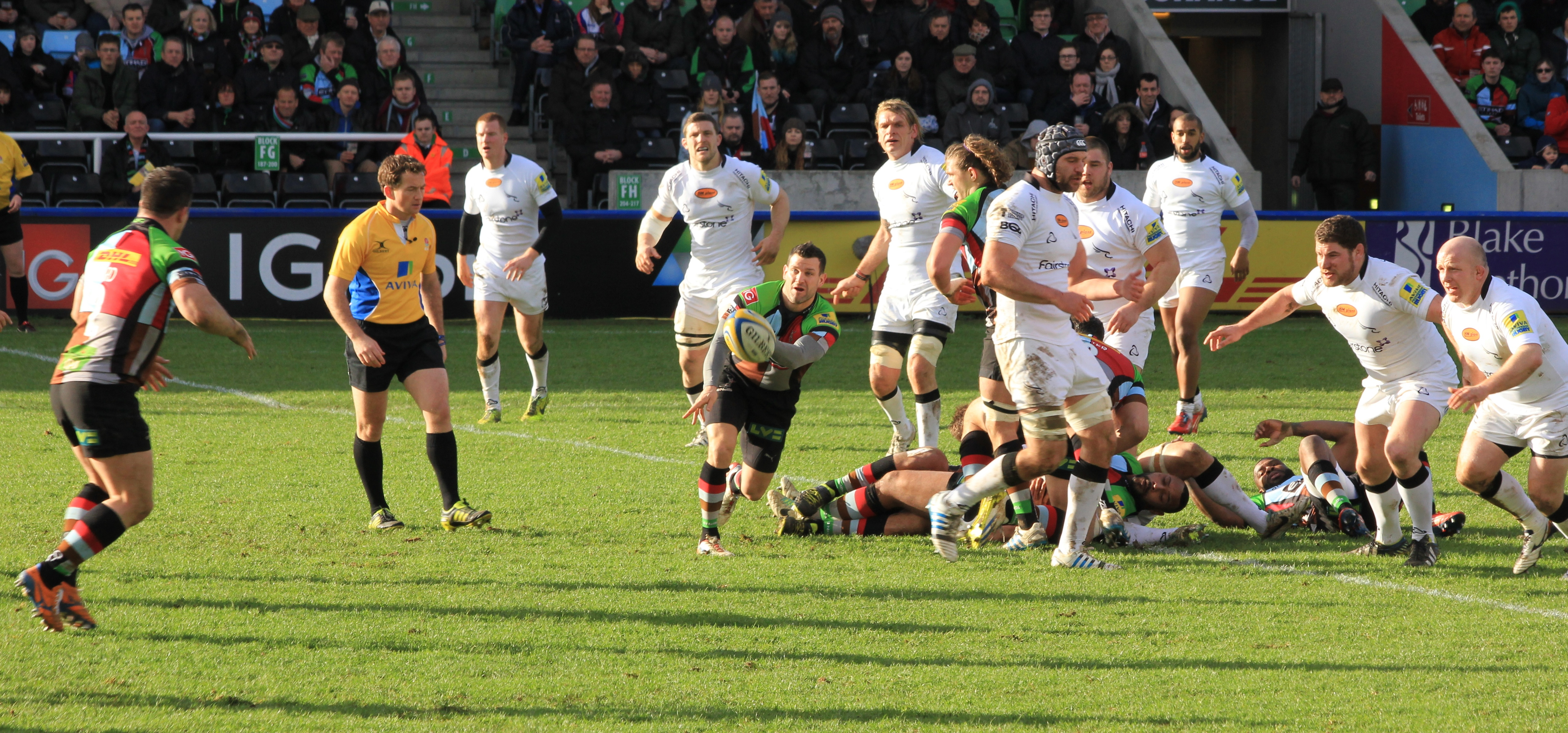
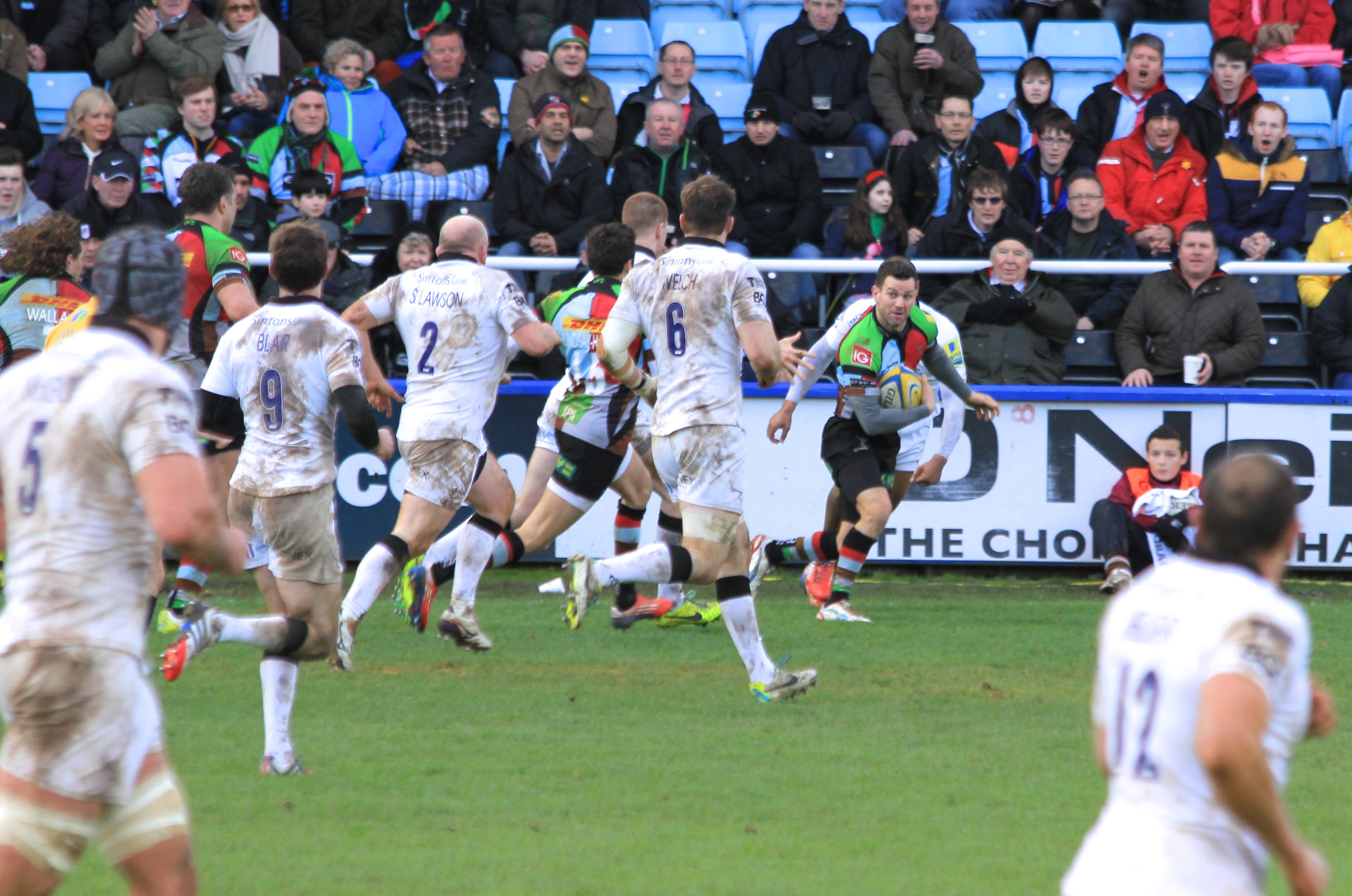

- 2009-2017 : Harlequins

## Palmarès

### En club
- Vainqueur du Challenge européen en 2011 avec les Harlequins
- Vainqueur de la Premiership en 2012 avec les Harlequins
- Vainqueur de la Coupe anglo-galloise en 2013 avec les Harlequins